# روبرت إل. بيرنستاين
روبرت إل. بيرنستاين (بالإنجليزية: Robert L. Bernstein)‏ هو ناشط حقوق الإنسان أمريكي، ولد في 5 يناير 1923 في نيويورك في الولايات المتحدة، وتوفي في 27 مايو 2019 في مانهاتن في الولايات المتحدة.